# Tylimanthus densiretis
Tylimanthus densiretis là một loài rêu trong họ Acrobolbaceae. Loài này được Herzog mô tả khoa học đầu tiên năm 1942.